# Franziska Brantner
Franziska Katharina Brantner (Lörrach, 24 augustus 1979) is een Duits politica van de Duitse groene partij. Ze zetelt sinds 2013 in het Duitse parlement en zetelde van 2009 tot 2013 in het Europees Parlement.

## Biografie

### Opleiding
Brantner is in 1979 geboren in Zuidwest-Duitsland. Ze ging naar een tweetalige Duits-Franse school en studeerde later internationale betrekkingen en Europese politiek aan Sciences Po in Parijs en de Columbia-universiteit in New York, waar ze in 2004 afstudeerde. In 2010 behaalde ze een doctoraat aan de Universiteit van Mannheim met een proefschrift over de hervormbaarheid van de Verenigde Naties.

### Carrière
Voor haar politieke carrière werkte Brantner als consulente inzake Europees buitenlands beleid en voor het VN-Ontwikkelingsprogramma voor Vrouwen (UNIFEM). In die laatste functie ontwierp ze mee aan het Europese actieplan naar aanleiding van resolutie 1325 van de VN-Veiligheidsraad inzake de impact van oorlog op vrouwen.

#### Politiek
Reeds op zeventienjarige leeftijd werd Brantner lid van de Duitse Groenen. Eerst werkte ze bij de lokale partijadministratie in haar bondsstaat Baden-Würtemberg. Ze is ook lid geweest van de commissie vrede en veiligheid van de partij. Van 2009 tot 2013 zetelde ze in het Europees Parlement. Aldaar was ze woordvoerster inzake buitenlandse zaken voor de Europese Groene Partij.
In 2012 zette haar partij haar op de kieslijst voor de Bondsdag. Volgend op haar verkiezing in het Duitse parlement legde ze op 21 oktober 2013 haar mandaat als Europarlementslid neer.
Franziska Brantner is sinds de federale verkiezingen van 2013 lid van de Bondsdag van Heidelberg. Ze wordt daar rechtstreeks gekozen vanaf de verkiezingen van 2021.
Franziska Brantner is sinds 2021 parlementair staatssecretaris bij het federale ministerie van Economie en Klimaatbescherming.
- Gemeinsame Normdatei: 142380571
- International Standard Name Identifier: 0000 0000 9183 0528
- Library of Congress Control Number: no2009046590
- Nederlandse Thesaurus van Auteursnamen: 311814743
- SNAC: w6nm0smh
- Système universitaire de documentation: 148646565
- Virtual International Authority File: 134467636
- WorldCat: E39PBJkHrYtCcrJpcdWktCqCwC